# Achalinus ater
Espèce
Synonymes
- Achalinus  niger Bourret, 1935 nec Maki, 1931

Statut de conservation UICN

 LC  : Préoccupation mineure
Achalinus ater est une espèce de serpents de la famille des Xenodermatidae.

## Répartition
Cette espèce se rencontre :
- dans le Nord du Viêt Nam ;
- en Chine dans les provinces du Guizhou et du Guangxi.

## Publication originale
- Bourret, 1937 : Notes herpétologiques sur l’Indochine française. XV. Lézards et serpents reçu au laboratoire des Sciences Naturelles de l’Université au cours de l’année 1937. Descriptions de deux espèces et de deux variétés nouvelles. Bulletin Général de l’Instruction Publique 5. Gouvernement Général de l’Indochine, p. 57-82.